# Хіп-хоп (субкультура)
Це стаття про хіп-хоп як культуру. Стаття про музичний жанр — Хіп-хоп (музичний жанр)
Хіп-хоп, також гіп-гоп — молодіжна культура, яка з'явилась у США у кінці 1970-х у середовищі афроамериканців. Включає в себе 4 основні елементи: діджеїнг, графіті, емсіїнг (реп), брейкінг. Також часто 5-им основним елементом вважається вуличне знання (knowledge). До початку 1990-х рр. хіп-хоп став частиною молодіжної культури у багатьох країнах світу. Хоч вище перелічені елементи разом складають хіп-хоп як культуру, вони живуть окремим життям. Тому в наш час хіп-хоп часто асоціюється в першу чергу зі стилем музики.
Його особливостями є гостросоціальні тексти пісень, які виконуються речитативом, а також культ сили.
Хіп-хоп зародився в середовищі афроамериканців і латиноамериканців Бронксу, району Нью-Йорка, на початку 1970-х. В той час це була музика для вуличних вечірок, яку створювали диск-жокеї (скорочено ді-джеї, англ. DJ), що працювали у примітивній техніці семплування: вона часто зводилась до прокручування музичного програшу інших виконавців кілька разів. Щоб ентузіазм публіки не згасав, ді-джеї приносили на забаву два програвачі, що дозволяло міксувати платівки. Особливо талановитих DJ-їв стали називати MC («master of ceremonies» — майстер церемонії), запозичивши словосполучення з телевізійних програм, де так іменували ведучих різних шоу.
Популярність музики на цих вечірках привела до того, що місцеві ді-джеї почали продавати касети із записаними на виступах «сетами» (програмами виступів), в котрих майстерно міксувались ритми і басові партії, зняті з композицій у стилях диско і фанк, поверх яких ем-сі читали реп. Це було виключно любительське заняття, і ніяких студій для випусків платівок репу не було.
Матір'ю хіп-хопу по праву[джерело?] вважається Сільвія Робінсон, котра вивела його на комерційний ринок і досягла його масового поширення після того як вона з чоловіком у 1970 р. заснувала звукозаписувальну студію Sugar Hill Records. Її студія на початку осені 1979 випускає сингл «Rapper's Delight» у виконанні The Sugarhill Gang, котрий створює сенсацію на американському ринку популярної музики.

## 1980-ті
На початку вісімдесятих у середовищі реперів виник інтерес до європейської електронної музики, — в першу чергу до Kraftwerk і Гері Ньюмена, що активно записували свої треки, — технологічних знахідок, разом з «брейкбітом», що розвивався — сприяли ритмічному відриву хіп-хопу від диско і фанку. Брейковий ритм в поєднанні з більш розвинутою технікою ямайського дабу вивели хіп-хоп на новий рівень.
До середини 1980-х років музика хіп-хопу перестала орієнтуватися лише на вечірки, і наступне покоління реперів почало розбирати серйозніші теми, наприклад соціально-агресивні репери Public Enemy отримали культовий статус не лише в середовищі афроамериканців. Ускладнювалась і музична сторона хіп-хопу: його сучасний етап починається з 1987 року. В середині 80-х реп-музика набуває популярності на рівні з роком і кантрі. Американські музичні премії з 1988 року вводять для репу окремі номінації.

## Емсіінг
Емсіінг — вчення про ритмічну розмову, поезію та проповідування. Зазвичай називається репом. Послідовники, які практикують його, відомі як емсі (МС) або репери (rapper).
Емсі — це хіп-хоп-поет, який керує натовпом шляхом римованого речитативу. Емсі — це проповідник культури. Технічно різниця між емсі та репером в тому, що емсі створений суспільством, а репер — це проєкт компанії звукозапису.
Слово емсі походить від абревіатури словосполучення «майстер церемоній» (M.C.). В його традиційному значенні М. С. — це особа, яка керує певним заходом — церемонією. Іншими словами емсі на певному дійстві виконує ту саму роль що і тамада на весіллі.
Найдавніші форми емсіінгу існували серед давніх жреців, філософів та священиків Африки та Азії. Пізніше давнє мистецтво емсіїнгу практикували африканські віщуни і мудреці. Вони подорожували від селища до селища навчаючи людей історії та життєвої мудрості.
Ранні хіп-хопери перетворили традиційного майстра церемоній в Емсі, щоб «розкачувати» натовп шляхом віршованого речитативу.
Емсіїнг (в правильному розумінні) шляхом звукової вібрації маніпулює повітрям намагаючись змінити настрій людини. Емсі також проводять лекції та інші форми навчання людей. Більшість емсі цінуються за чітку дикцію, вміння «розкачати» публіку на вечірці і/або розповісти хорошу історію.
Знаючи це, талановитий емсі практично завжди стає успішним і шанованим репером. Але талановитий репер зазвичай ніколи не стає шанованим емсі.
Емсі читає про те, що його оточує, а репер читає про себе самого (іншими словами репер «понтується»). Справжні емсі вивчають і опановують обидва ці стилі для максимального успіху.
Популяризовано такими особами: Cab Calloway, Coke La Rock, Pebblie Poo, Sha Rock, Chief Rocker Busy Bee, Keith Cowboy, Melle Mel, Grandmaster Caz, Rakim, Queen Lisa Lee, Slick Rick, Big Daddy Kane, MC Lyte, Muhammad Ali та ін.

## Мистецтво графіті

Графіті на вулиці Іванова в Києві

Мистецтво графіті — це вчення[джерело?] про вуличну каліграфію, малюнки та письмо. Має інші назви — Письмо, Графф (Graff), Аерозольні Малюнки, Piecin, Burnin, та Міські Фрески. Інші форми цього мистецтва — Bombin and Taggin («бомбити стіни» і «писати теги»). Послідовники, які практикують його, відомі як райтери, письменники, аерозольні художники, графітчики, бомбери та творці графіті.
В давні часи письмо на стінах, деревах, одязі, камінні відіграло важливу роль в розвитку людського розуму та самовираження.
В доісторичні часи люди набирали в рот сік ягід і розбризкували його на печерні стіни. Іноді це відбувалося в цілковитій темряві.[джерело?] Легко провести паралелі з сучасними графітчиками 1970-х та 1980-х років, які малювали на стінках вагонів метро, використовуючи аерозольні балони з фарбою.
Сьогодні[коли?] творці графіті намагаються стати майстрами художнього письма. Багато[хто?] графітчиків стали дизайнерами мод, художниками, фотографами та режисерами.
Слово «графіті» пішло від італійського Graffio, що значить подряпина (a scratch) — що показує зв'язок цього мистецтва з діджеїнгом (візуальний діджеїнг).
Графіті — це термін, яким назвали графічне мистецтво хіп-хопу в часи, коли воно почало з'являтися (легально і нелегально) на об'єктах громадської та приватної власності як акт соціального протесту (особливо на вагонах метро).
Так само як емсіінг був названий репом, а брейкінг — брейк дансом, малювання графіті отримало синонімічні назви «тегінг» (taggin) «бомбінг» (bombin), «писання» (writin), piecin, «спалення» (burnin).
Графіті — напис або малюнок на різноманітних поверхнях, зроблений шляхом розбризкування, шкрябання тощо.
Популяризовано такими особами: Taki 183, Phase 2, Stay High 149, Kase 2, Lee, Chico, Cope 2, TAT's Cru, Presweet, Iz the Wiz, Seen, Quik, O.E., Revolt, Dondi, Zephyr, Futura 2000, and others, Queen.

## Діджеїнг
Діджеїнг — це вчення про створення реп-музики і ведення радіомовлення. Зазвичай під ним розуміють роботу диск-жокеїв. Однак хіп-хоп-діджеї не лише програють вінілові пластинки, касети і компакти. Хіп-хоп-діджеї артистично прикрашають виконання записаної пісні нарізками, міксингом та скретчінгом пісні у всіх її записаних форматах.
Діджеїнг як вчення не обмежується лише програванням музики, діджеїнг надихає на створення, вдосконалення і трансформування музичних технологій. Послідовники, які практикують його, відомі як turntablists (дослівно — вертуни), діджеї, міксологи, grandmasters mixmasters, jammasters і funkmasters.
Диск-жокей — це виконавець записаної музики.
Популяризовано такими особами: El Marko, Kool DJ Herc, Afrika Bambaataa, Jazzy Jay, Grand Master Flash, Grand Wizard Theodore, Kool DJ Red Alert, Jam Master Jay та ін.

## Брейкінг

Бі-бой — виконавець брейку

Брейкінг — вчення про форми вуличного танцю. Зазвичай зветься брейк-дансом або бі-боїнгом. Зараз включає колись самостійні форми танцю — Up-Rockin, Poppin and Lockin, Jailhouse або Slap-Boxing, Double Dutch, Electric Boogie та Капоейра (Capoeira martial arts).
Під брейкінгом також мають на увазі вільний стиль вуличних танців. Його практики відомі як бі-бої (B-Boys), B-Girls та брейкери (Breakers). Брейкерські рухи також використовують в аеробіці та інших вправах, що розвивають тіло та знімають напругу. Танці та інші ритмічні рухи так само виникли ще в доісторичні часи. Танець також є формою спілкування.
Брейк-данс — це акробатичний стиль вуличних танців.

## Вуличне знання
Вуличне знання — це вчення про передачу життєвої мудрості. Переважно під ним мають на увазі здоровий глузд і накопичену мудрість жителів великого міста. Складається з технік, фраз, кодів та термінів, що використовуються для виживання у місті[прояснити].
Включає здатність вголос висловлювати ідеї та міркування, навіть якщо вони не відповідають загальноприйнятим догмам більшості. Вуличне знання — це сукупність знань, накопичених культурою хіп-хопу. Практики цього вчення у відповідних колах відомі не лише як хіп-хопери, а також як брати, сестри, богині і боги (Goddesses and Gods), батьки, матері, вчителі, королі, королеви, принцеси, принци, володарі та божества (Lords and Divine).
Наперекір думці, що знання накопичується в тихому академічному середовищі, велику частку вуличного знання можна знайти в творчості хіп-хопових поетів, письменників та навіть гумористів. Хіп-хопери навчилися передавати знання через сміх і радість (аналог — українські народні прислів'я та приказки). Вулична мудрість — це усвідомлення того, як вижити в сучасному вуличному житті.
Популяризовано такими особами: Cornell West, Martin Lawrence, Afrika Bambaataa, Clarence 13X, Minister Louis Farrakhan, Kwame Toure, Chuck-D, Nas, Dick Gregory, Кріс Рок, 2Pac Shakur, The Wayans Brothers, Sista Souljah та ін.

## Бітбоксинг
Бітбоксинг — вчення про музику тіла. Переважно під ним розуміють створення ритмічних звуків різними частинами тіла — зокрема горлянкою, ротом і руками. Послідовники цього вчення відомі як бітбоксери або люди-оркестри.
Бітбоксінг вчить використовувати тіло як інструмент. Ранні його версії включали різного роду хлопки. Сучасний бітбоксинг являє собою імітацію старих електронних драм-машин. Ці електронні драм-машини були звичайними коробками з ударними (beat boxes) і мистецтво майстерно імітувати їх звучання було назване бітбоксинг. Однак старовинний бітбоксинг мав на увазі імітацію звуків природи шляхом використання частин власного тіла.
Бітбоксинг зародився ще на початку розвитку людства. Імітація звуків природного оточення допомагала людям спілкуватися, передавати знання і виживати в доісторичні часи.
Популяризовно такими особами: Doug E. Fresh, Biz Markie, The Fat Boys, DMX, Greg Nice, Bobby McFerrin, Emanon, Click the Super Latin, K-Love, Rahzel та ін.

## Вулична мода
Вулична мода — вчення про міські стилі і тенденції. Зазвичай під нею мають на увазі урбаністичний стиль одягу. Однак вулична мода має справу з усіма візуальними стилями і тенденціями хіп-хоп-культури — відповідно як себе виражають і позиціонують свою приналежність до культури хіп-хопери. Самовираження через вуличну моду є важливим шляхом для представлення унікальної культури хіп-хопу всьому світу. Вулична мода повідомляє про всі хіп-хопові коди, форми і звичаї.
Мода не тільки є дуже давньою формою зв'язку, а й формою вираження нашої свідомості — шляхом того, яким чином і в які кольори ми одягаємось, а також які ми носимо прикраси.

## Вуличне підприємництво
Вуличне підприємництво — це вчення про чесну торгівлю та менеджмент хіп-хоп-бізнесу. Зазвичай трактується як вулична торгівля, гра природжених бізнесменів та дипломатів. Тобто це готовність простих людей створювати комерційне хіп-хоп-підприємство та відповідно отримувати навички ведення власного бізнесу. Багато хіп-хоп-учнів починали саме так.
На відміну від звичайного підприємництва, яке включає лише техніку та практику ведення бізнесу, вуличне підприємництво фокусується на заохоченні духу особистості бути винахідливим, творчим, самостійно навчатися і знаходити собі роботу у сфері хіп-хопу.
Це вчення про створення, відкриття, розвиток і продаж своїх власних талантів. Його практичні послідовники відомі як hustlers (відчайдухи; люди, які готові ризикувати) та self-starters (ті, хто самостійно пробився в люди). Підприємець — це самостійна творча особистість, яка засновує власну справу і заробляє гроші.
Популяризовано такими особами: Madame C.J. Walker, Russell Simmons, Luther Campbell, Sean puffy Combs (P Diddy), Jack the Rapper, Robert Townsend, Eazy E, Too Short та ін.

## Вулична мова
Вулична мова — вчення про вуличне спілкування. Зазвичай називається чорною англійською, міським сленгом та ебонік (англійська афроамериканців). Це мова хіп-хопу, його лінгвістичні коди — тобто це усна форма спілкування на вулиці. Зазначена вулична мова включає правильну вимову суміші рідної та національної мови, яка точно характеризує стиль життя в урбанізованому місті.
Вулична мова це не завжди слова. Вона також включає певні вуличні коди, які часом взагалі не можна виразити словесно. Вулична мова (в значенні розмовної форми) є засобом хіп-хопу для звільнення особистості від стандартної мови і звичних рамок сприйняття навколишнього світу. Англійська (для прикладу) не має достатньо слів та значень, щоб описати як хіп-хопери сприймають світ. Саме це робить вуличну мову (сленг) такою важливою для свободи хіп-хоперів.
Вулична мова допомагає трактувати слова на свій власний розсуд. Її послідовники відомі як Hiphoppas (хіп-хопери).

## Український хіп-хоп
Український хіп-хоп, також відомий як укра-хоп або укр-хоп — частина української музичної сцени. В Україну потрапила в другій половині 90-тих. Першовідкривачі — В. У. З.В.
Деякі українські групи, як наприклад МІСТо 44, Alexjazz,На Відміну Від, Вова зі Львова, ТНМК і тд. надають перевагу українській мові, на противагу деяким українським виконавцям (переважно зі східних регіонів), які виконують свої треки російською.